# Адам Астон
Адам Астон (пол. Adam Aston, справжнє ім'я Адольф Левінсон, нім. Adolf Loewinsohn ; 17 вересня 1902, Варшава — 10 січня 1993, Лондон) — польський співак єврейського походження.
Виконавець популярних танго та естрадних пісень у міжвоєнній Польщі. Виступав із хором та оркестром Хенріка Варса, у відомому варшавському кабаре «Морське око». Славу Астону принесли сентиментальні танго «Серце матері» (пол. Serce matki), «Осінні троянди» (пол. Jesienne róże), «Це не було кохання» (пол. To nie była miłość) та інші.
Загалом Астон виконував близько 960 пісень. У епізодичних ролях, пов'язаних зі співом, знявся у кількох кінофільмах («Любовні маневри» (1935)).
У 1920 р. добровольцем брав участь у радянсько-польській війні. Після окупації сходу Польщі радянськими військами виступав в оркестрі Варса у Львові.
У 1942 р. вступив до армії Владислава Андерса. У 1944 р. зробив перший запис легендарної пісні Фелікса Конарського «Червоні маки на Монте-Кассіно».
Після закінчення війни жив на еміграції, спочатку в Йоганнесбурзі, а з 1960 р. у Лондоні, і практично не виступав.

## Відомі композиції
- Ach, zostań
- Czerwone maki на Monte Cassino
- Czy pani tańczy rumbę
- Як trudno jest zapomnieć
- Jest одна jedyna
- השבת האחרונה (Ha-shabat ha-achronah)
- Jo-jo
- Każdemu wolno kochać
- Serce matki
- W błękicie oczu twoich
- W siódmym niebie
- Zakochany złodziej
- Zatańczmy jeszcze ten раз